# Мелодика
Статья с другим значением: Мелодика
Мело́дика (нем. Melodica) — язычковый музыкальный инструмент семейства гармоник. Подача воздуха на язычки осуществляется путём его выдыхания в мундштучный канал. Управление звуками производят клавиатурой фортепианного типа (25—36 клавиш). По классификации А. Мирека мелодика относится к разновидности губных гармоник с клавиатурой. 

## История
Подобный инструмент встречается в рекламном объявлении фирмы Ю. Г. Циммермана в русском еженедельном журнале «Нива» № 1 за 1892 год под названием «народный гармонифлют», в котором утверждалось, что воздух в этот инструмент подаётся ртом или ножной педалью.
Под названием «мелодика» представлена компанией Hohner в 1958 году и завоевала популярность по всему миру с начала 1960-х годов как сольный и оркестровый инструмент. Получила широкое распространение в музыкальном образовании стран Азии.

## Виды
- Сопрано- и альт-мелодика — тип мелодики с более высоким тоном и более высоким звучанием, нежели тенорная разновидность. Некоторые мелодики данного типа изготавливаются для игры в две руки, когда левая рука играет на чёрных клавишах, а правая на белых. Остальные подобные инструменты по игре схожи с тенорными мелодиками.
- Тенорная мелодика — тип мелодики с низким тоном. Левая рука держит рукоятку на нижней части инструмента, а вторая играет на клавиатуре. Тенорная мелодика предусматривает игру двумя руками, когда специальная трубка вставляется в отверстие для рта, а инструмент помещается на плоскую поверхность.
- Басовая мелодика — тип мелодики с ещё более низким тоном, чем тенорная разновидность. Встречается гораздо реже, нежели остальные виды.

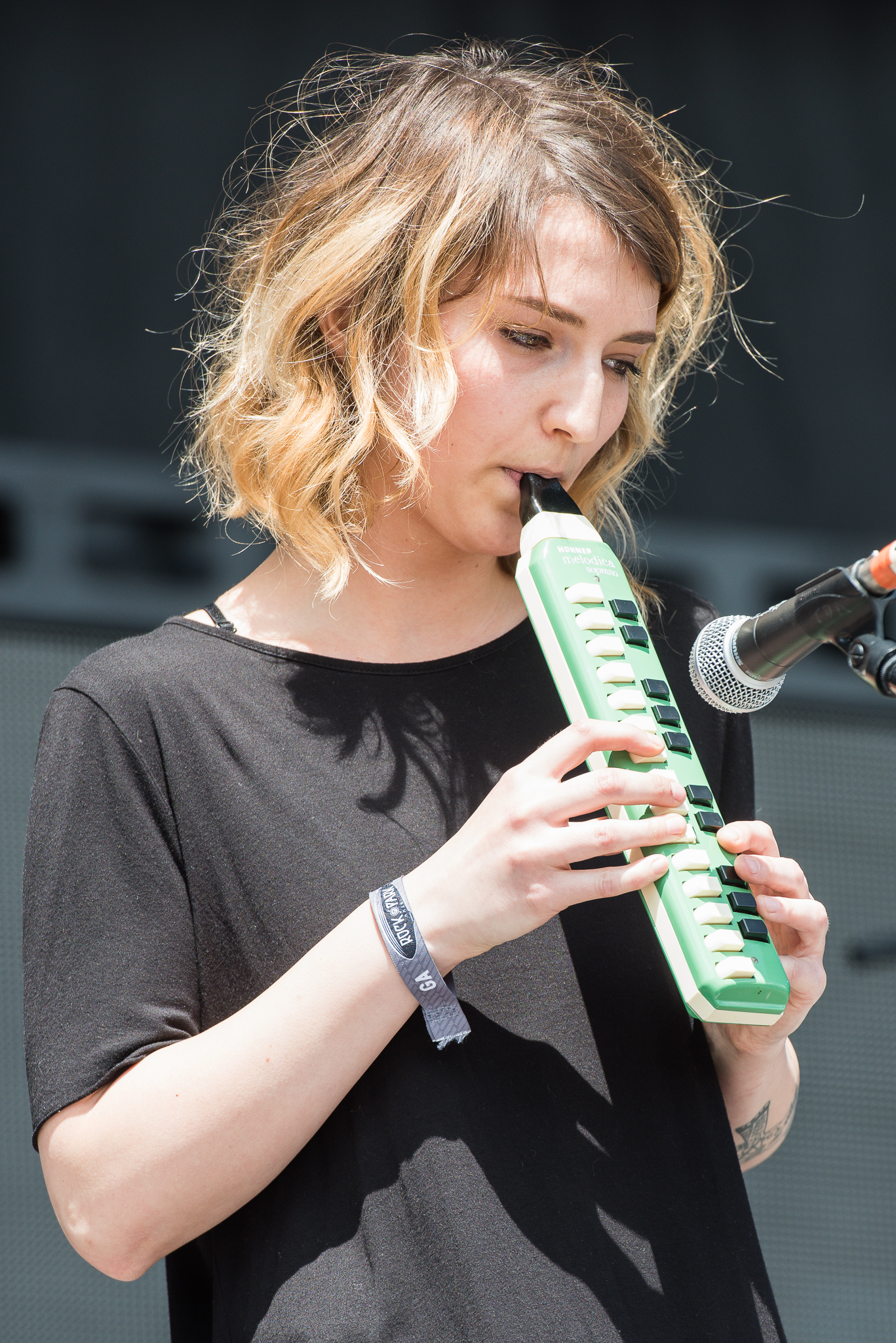
Мелодика Сопрано
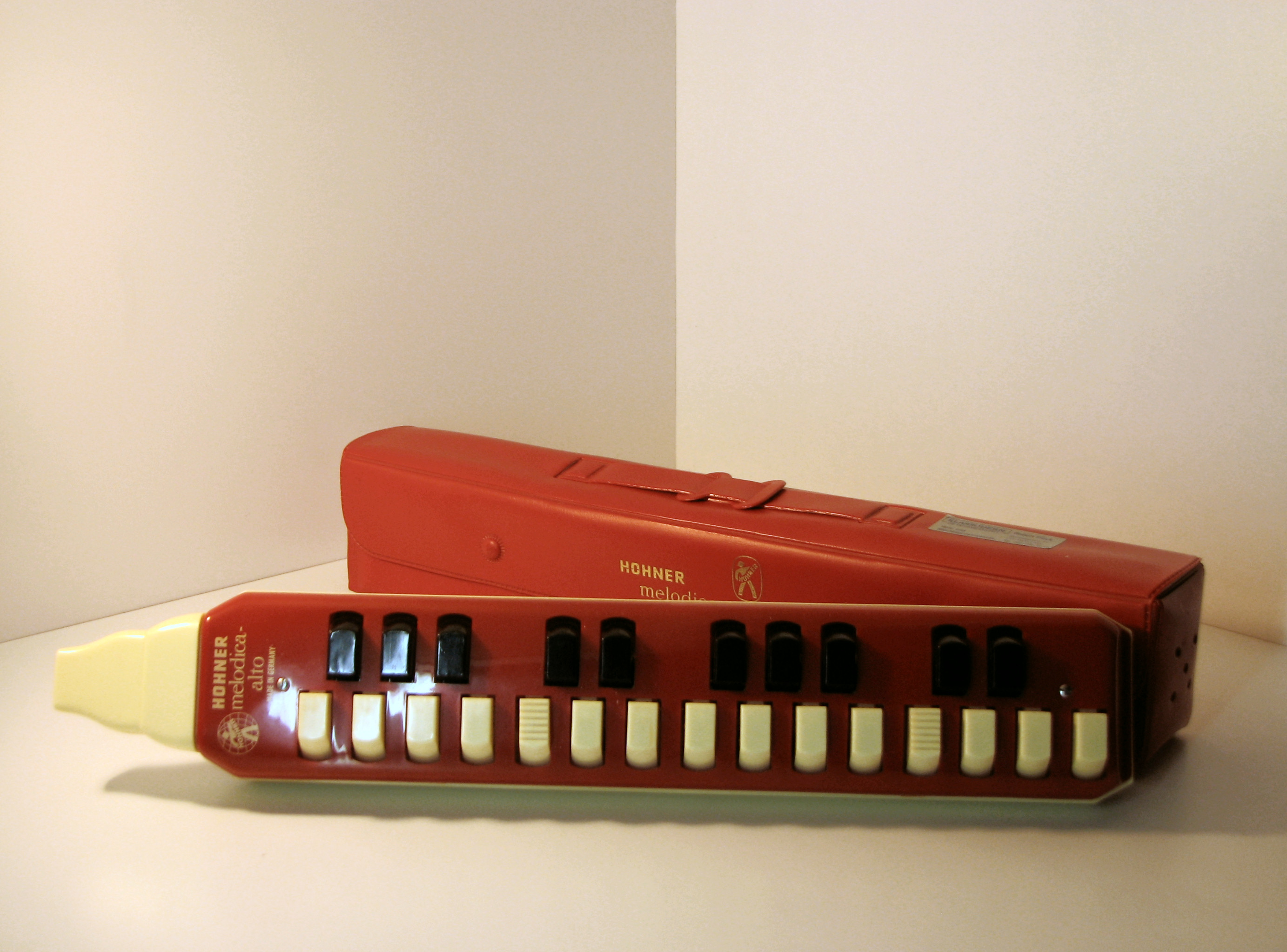
Мелодика Альт с клавиатурой, разделённой на правую и левую части
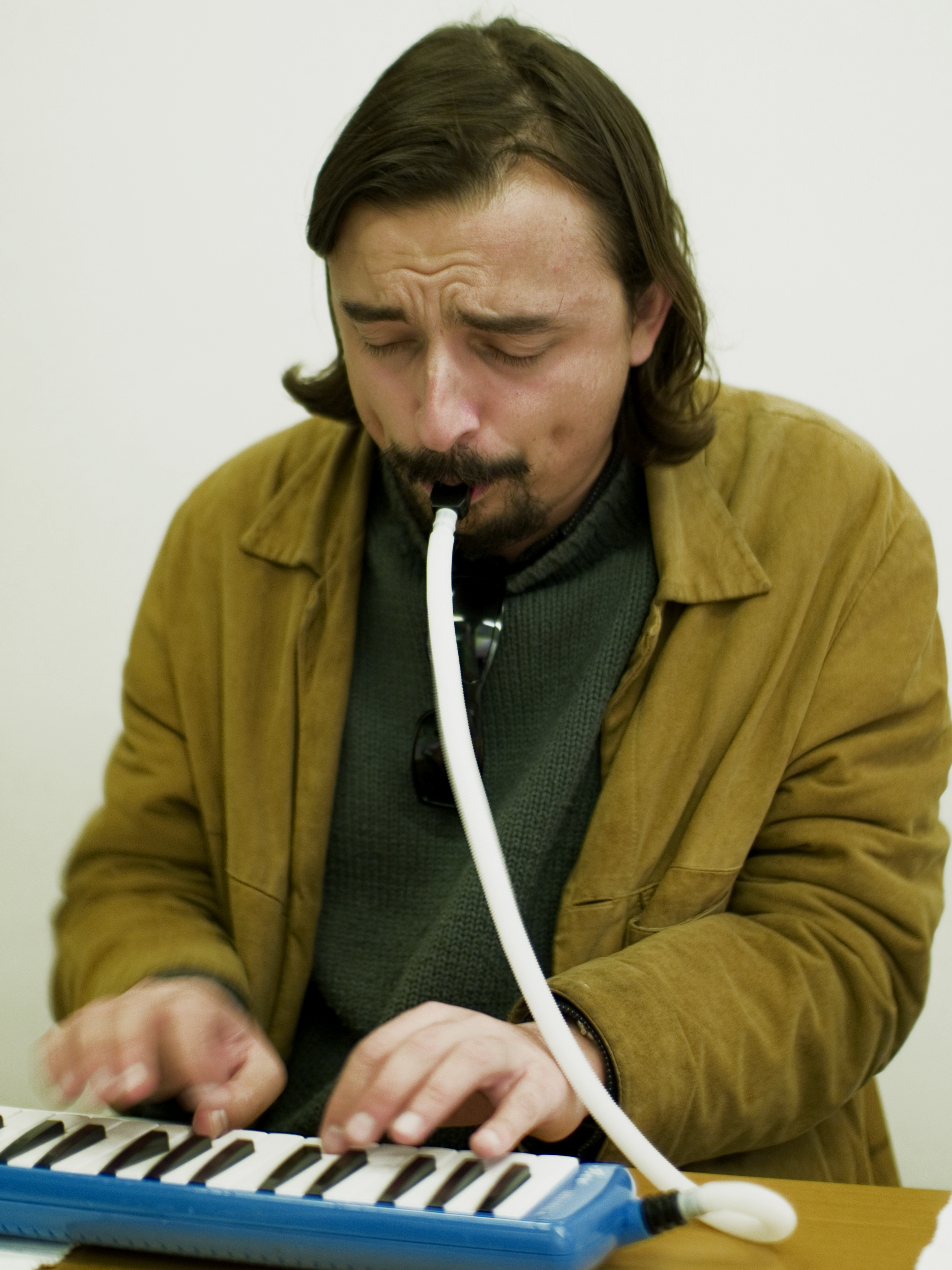
Японский вариант мелодики с мундштучной трубкой

## Другие виды губных гармоник с клавиатурой
- Триола (нем. Triola[нем.]) — диатоническая разновидность для детей.
- Аккордина — с баянной клавиатурой[5].
- Вибрандонеон — инструмент, по форме и звучанию схожий с мелодикой. Разработан итальянской компанией «Виктория Аккордионс». Имеет различное расположение клавиш.

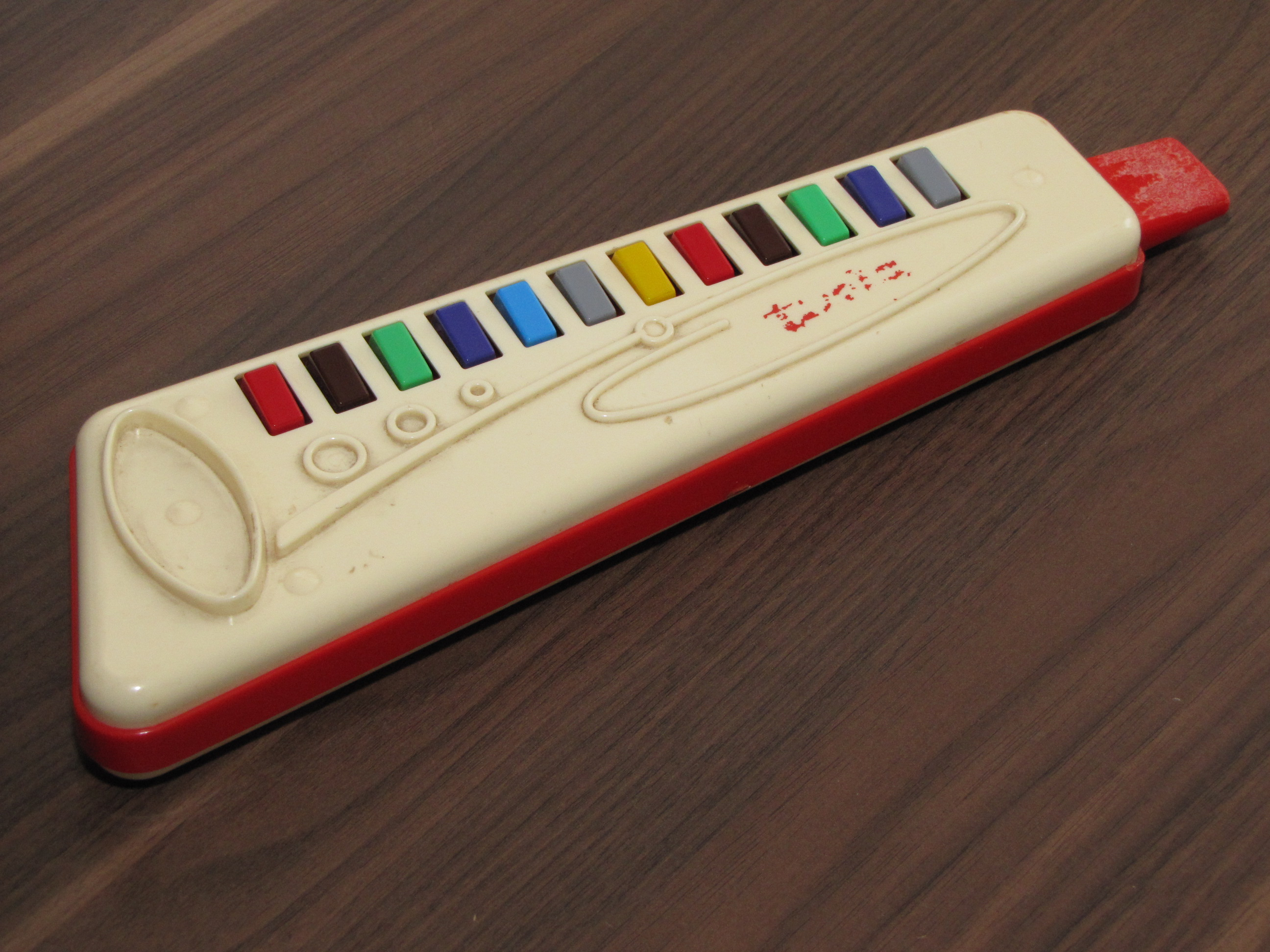
Триола
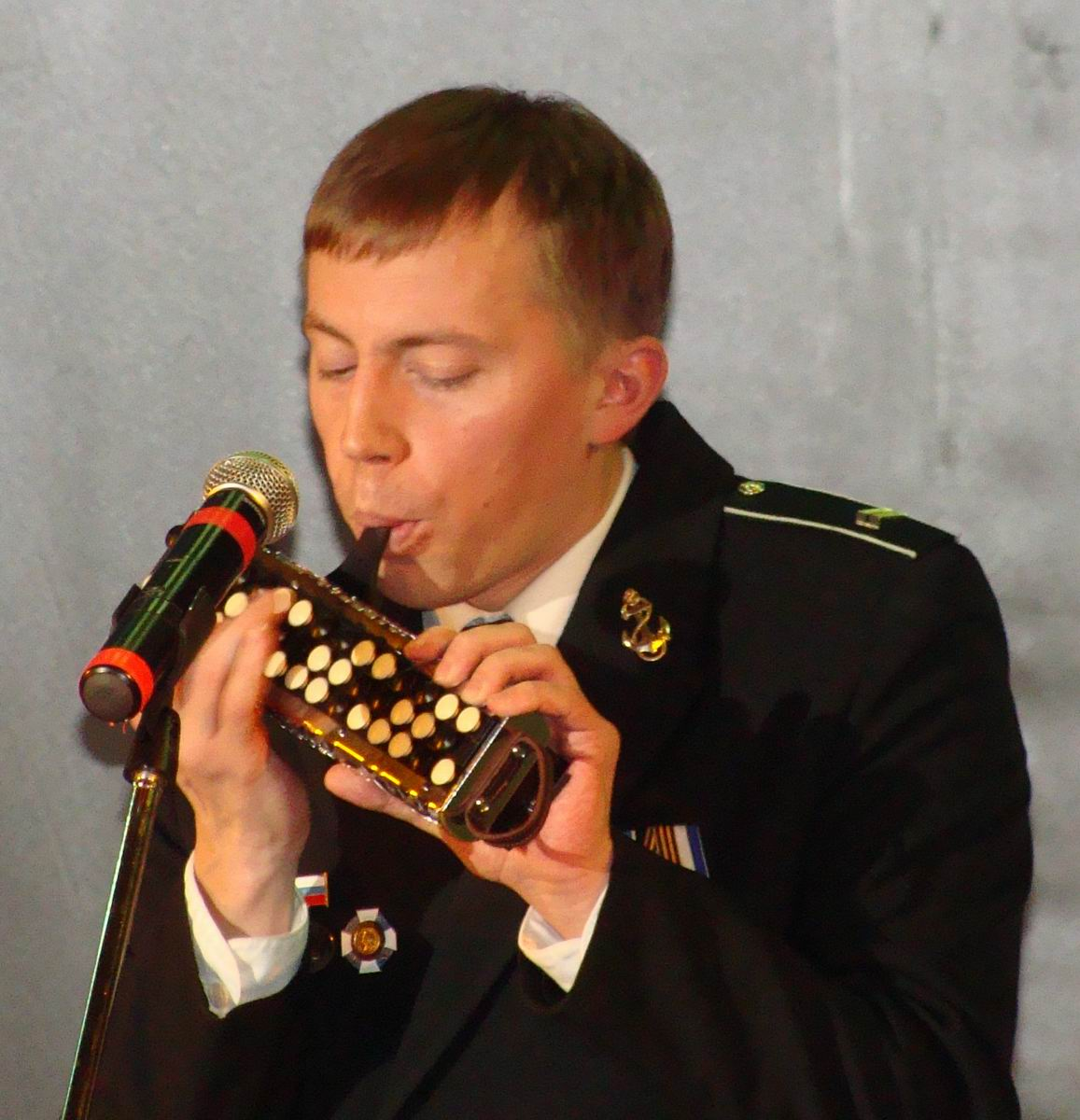
Аккордина